# Line of Scrimmage

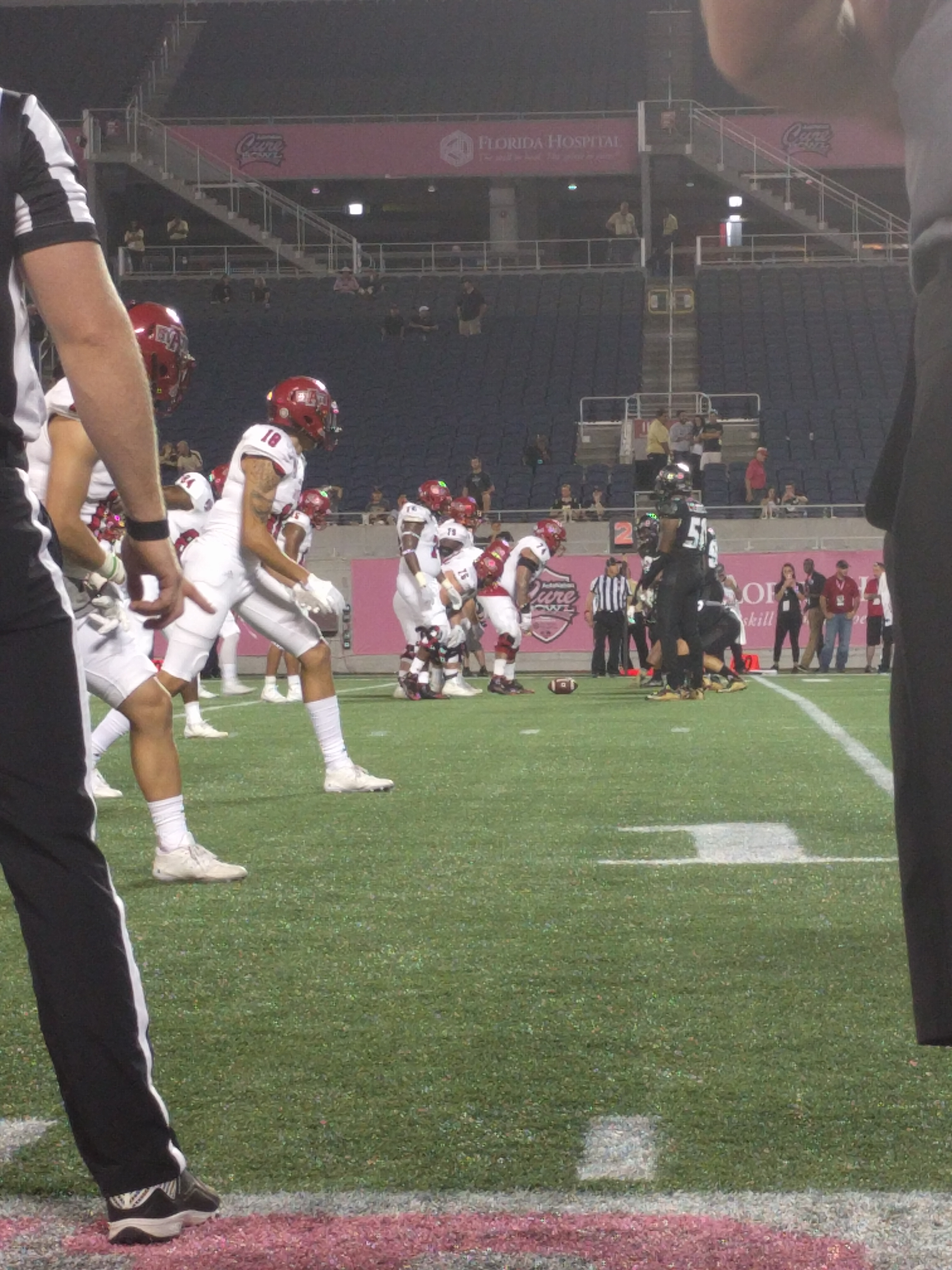
Blick entlang der Line of Scrimmage – sie verläuft hier vom Fuß des Schiedsrichters über die Spitze des Balles zum Schiedsrichter auf der anderen Spielfeldseite

Die Line of Scrimmage (übersetzt etwa als Gedrängelinie) ist eine gedachte Linie beim American Football und Canadian Football, die parallel zu den Goallinien von Seitenlinie zu Seitenlinie verläuft und die vor Beginn eines Spielzuges nicht überschritten werden darf. Sie hat keine feste Position auf dem Spielfeld, sondern wird bei jedem Spielzug neu festgelegt.
Es gibt je eine Linie für die Offense und eine für die Defense. Dazwischen befindet sich die neutrale Zone, die von keinem Spieler außer vom Center mit der ballführenden Hand beim Snap verletzt werden darf. Die neutrale Zone ist bei Kickoffs und bei anderen Non-Scrimmage-Kicks zehn Yards breit. Bei Downs von der Line of Scrimmage, das heißt, wenn der Spielzug mit einem Snap beginnt, entspricht ihre Breite im American Football genau der Länge des Footballs (ca. 11 Inches bzw. 28 cm). im Canadian Football ist sie ein Yard, im Flag Football drei Yards breit.

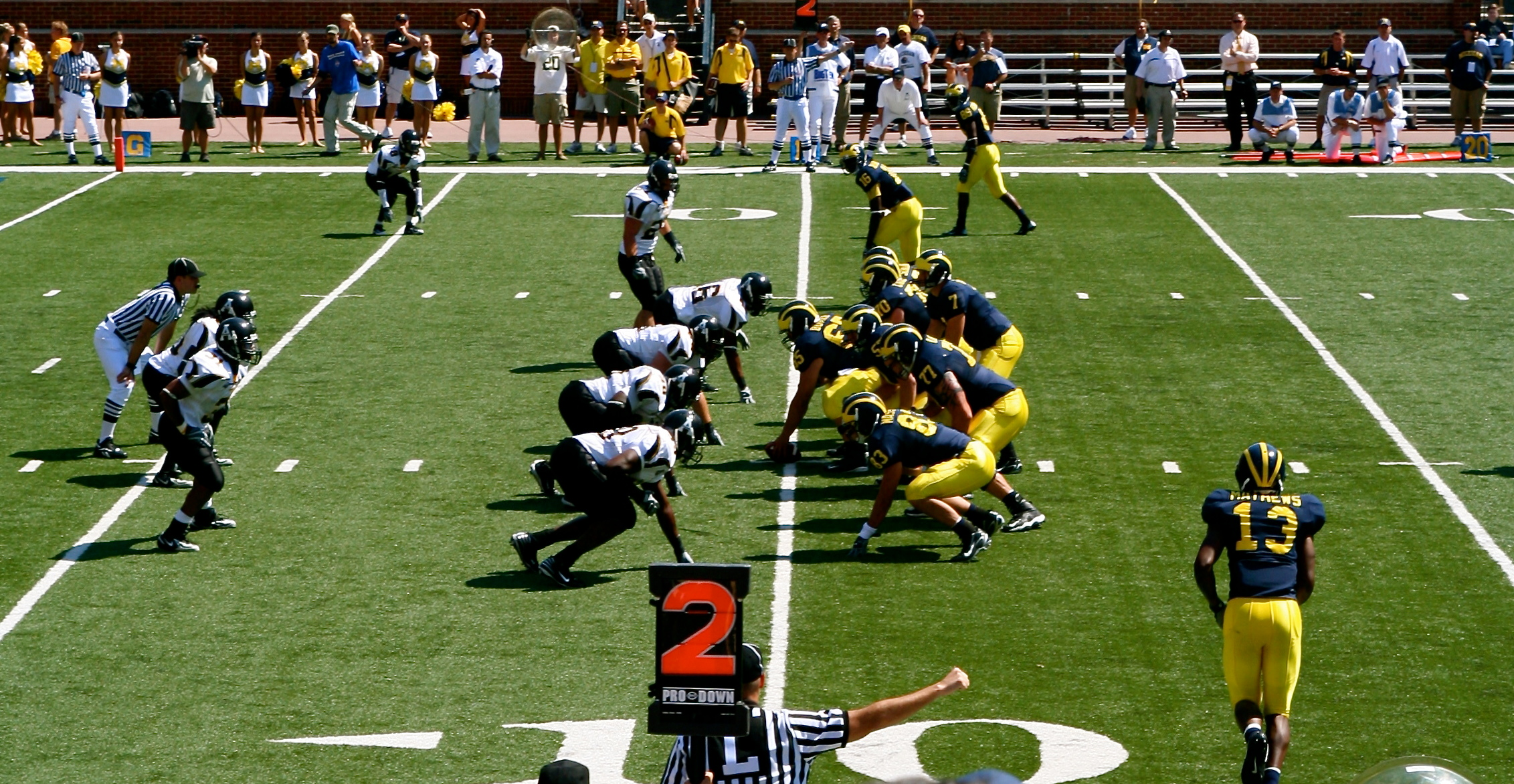
Blick entlang der Line of Scrimmage (kleines Stück links der 10-Yards-Linie) bei einem Spiel im College Football

Die Line of Scrimmage ist auch von Bedeutung für Vorwärtspässe und Kicks (Kickoffs und Punts). Diese sind nur dann legal, wenn sie von der Offense ausgeführt werden und der ausführende Spieler sich beim Wurf/Kick nicht schon jenseits der Line of Scrimmage befindet.
Wird der Quarterback oder ein anderer passgebender Spieler hinter der Line of Scrimmage getackelt, nennt man das Sack, bei einem Ballträger oder -fänger Tackle for Loss (TFL).